# William Franklin (Musiker)
William Franklin (* 1906 in Memphis; † nach 1948) war ein US-amerikanischer Jazzmusiker (Posaune, Gesang), der in späteren Jahren als Opernsänger tätig war.

## Leben und Wirken
Franklin  spielte 1926 in Chicago Posaune bei Arthur Sims and His Creole Roof Orchestra („How Do You Like It Blues/Soapstick Blues“, Okeh 8373), 1927 bei Richard M. Jones and His Jazz Wizards, 1928 bei Fess Williams („Dixie Stomp“), und bei King Oliver, ab 1929 bei Earl Hines, in dessen Orchester er gelegentlich auch als Sänger fungierte, wie bei deren ersten Plattensession am 13. und 14. Februar 1929 in „Sweet Emma May“ und „Good Little, Bad Little You“, später auch in „Oh! You Sweet Thing“ (1932). Im Bereich des Jazz war er zwischen 1926 und 1936 an 24 Aufnahmesessions beteiligt. Nach einem Verkehrsunfall musste er das Posaunenspiel aufgeben und konzentrierte sich auf den Gesang.
Nach einer Gesangsausbildung am Chicago Conservatory of Music trat er ab 1937 als einer der ersten afroamerikanischen Opernsänger auf. Er debütierte in der Chicago Civic Opera als Amonastro (Aida). Er sang in zahlreichen Opern und Musicals, häufig als Teil von Mary Caldwell Dawsons National Negro Opera Company; populär wurde er als der Mikado der gleichnamigen Operette von Gilbert und Sullivan. Ab 1944 gab er in der New Yorker Aufführung von Porgy and Bess den Porgy. 1948 wurde er Nachfolger von Jay Stone Toney bei der Vokalgruppe Southernaires.

## Lexikalischer Eintrag
- Eileen Southern: The Music of Black Americans: A History. W. W. Norton & Company 1997 (3. Auflage); ISBN 0-393-97141-4